# Kárpótlás (jog)

Egy kárpótlási jegy

Magyarországon némi bizonytalanság mutatkozik a kártérítés, kártalanítás, illetve a kárpótlás fogalmainak használatában. Következetes terminológiai különbséget  kell tenni a jogellenes magatartások következményeiért való kártérítési, továbbá a jogos károkozásokért való kártalanítási kötelezettség között. Ugyanakkor – dogmatikai tisztázatlansága miatt – a 2013. évi V. törvény (Polgári Törvénykönyv) javaslata mellőzi a kárpótlásra vonatkozó hivatkozást.

## A kárpótlás Magyarországon 1990 után
A kárpótlás fogalma a magyar politikai életben  az Antall-kormány idején állt - főleg a privatizációval összefüggő -  belpolitikai viták kereszttüzében és ekkor kapott törvényi szabályozást.

## Kárpótlási törvények
- 1991. évi XXV. tv. - az 1949. év után a termelőszövetkezetekbe kényszerített földek és az államosított lakások után biztosított részleges kárpótlást, 200 ezer forintig a teljes összeget, felette csökkenő összeget, maximum 5 millió forintot,
- 1992. évi XXIV. tv. - az 1939-1949-es időszakkal időben terjesztette ki a kárpótlást,
- 1992. évi XXXII. tv. - a személyes szabadság elvonásáért, deportálásért, szovjet hadifogságért nyújtott kárpótlást,
- 1997. évi X. tv. - kárpótlásban részesülhettek azok, akik a II. világháborút lezáró békeszerződések nyomán ún. "zsidó kárpótlás" alapján voltak személyi és vagyoni kárpótlásra jogosultak, de azt nem kapták meg.

A kárpótlás kifizetése a legtöbb esetben kárpótlási jegyben történt.

## A kárpótlási jegy
A kárpótlási jegy fogalmát az 1991. évi XXV. a tulajdonviszonyok rendezése érdekében, az állam által az állampolgárok tulajdonában igazságtalanul okozott károk részleges kárpótlásáról szóló törvény határozza meg. A kárpótlási jegy egy olyan speciális értékpapír, amelyet a magyar állam a meghatározott feltételeknek megfelelő kárpótoltak részére bocsátott ki a kárpótlás mértékének megfelelő értékben.
A kárpótlási jegy bemutatóra szóló, átruházható, a kárpótlás összegének megfelelő, az állammal szemben fennálló követelést névértékében megtestesítő értékpapír. A kárpótlási jegy 1991. augusztus 10. napjától 1994. december 31. napjáig kamatozott, a kamat mértéke a jegybanki kamat 75%-a volt.

## A földkárpótlás
A kárpótlás speciális területe volt az 1945 utáni államosítás és kollektívizálás során a tulajdonosoktól elvett termőföldek visszajuttatásának kérdése. Végül az alanyi jogon kárpótlásra jogosultak termőföldigényének kielégítésére a termelőszövetkezeteknek és állami gazdaságoknak földterületeket kellett kijelölniük a kárpótlási földalap számára. Ezen a jogosult résztvevők kárpótlási jegyekkel licitálhattak a földterületekre, amelyek sokszor nem érték el a gazdaságosan művelhető parcella méretet.
A termelőszövetkezeti részarány-földtulajdonként nyilvántartott földek kiadásáról a kárpótlási jegy termőföldtulajdon megszerzésére történő felhasználásának egyes kérdéseiről szóló 1992. évi IL. törvény (4. Kárpótlási törvény) és a földrendező és a földkiadó bizottságokról szóló 1993. évi II. törvény alapján létrejött földkiadó bizottságok döntöttek. Az új tulajdonos a földjét öt évig nem idegeníthette el, továbbá nem vonhatta ki a mezőgazdasági termelésből, így osztatlan közös földtulajdonok jöttek létre.
E földterületeken a gazdálkodás nehezen volt folytatható, amelyet csak a a földeken fennálló osztatlan közös tulajdon felszámolásáról és a földnek minősülő ingatlanok jogosultjai adatainak ingatlan-nyilvántartási rendezéséről szóló, 2021. jan. 1-én életbe lépő 2020. évi LXXI. törvénnyel próbáltak meg orvosolni.

## Vonatkozó jogszabályok
- 1991. évi XXXII. törvény az egykori egyházi ingatlanok tulajdonának  rendezéséről
- 1991. évi XXXIII. törvény egyes állami vagyontárgyak önkormányzati tulajdonba adásáról
- T/10727 sz. törvényjavaslat
- 2016. évi CII. törvény az egyes kárpótlással összefüggő törvények módosításáról
- 283/2016. (IX. 21.) Korm. rendelet Az életüktől és szabadságuktól politikai okból megfosztottak kárpótlásáról szóló 1992. évi XXXII. törvény végrehajtásáról szóló 111/1992. (VII. 1.) Korm. rendelet módosításáról
- 1631/2016. (XI. 17.) Korm. határozat A XX. századi diktatúrák áldozatainak járó kárpótlási célú nyugdíj-kiegészítéseket és juttatásokat szabályozó jogszabályok alapján járó juttatások emeléséről